# اضطرابات رأسية
الاضطرابات الرأسية (من الكلمة اليونانية κεφαλή، التي تعني «الرأس») هي حالات وراثية ناجمة عن تلف الجهاز العصبي الناشئ أو خلل في تطوره. يشير مصطلح الرأسي إلى «الرأس» أو «النهاية الرأسية للجسم».
لا تنجم الاضطرابات الرأسية بالضرورة عن عامل واحد، وقد تتأثر بالعديد من الحالات الوراثية أو الجينية، أو حالات سوء التغذية أو التعرض للعوامل البيئية المختلفة خلال الحمل، مثل الأدوية التي تتعاطاها الأم، أو الإنتانات أو الإشعاع. تحدث بعض الاضطرابات الرأسية نتيجة اتصال الدروز القحفية (المفاصل الليفية التي تربط العظام مع الجمجمة) قبل أوانها. تنجم معظم الاضطرابات الرأسية عن حالات الخلل الناشئة في وقت مبكر من تطور الجهاز العصبي للجنين الحي.
يتطور الجهاز العصبي لدى الإنسان من صفيحة خلوية متخصصة صغيرة على سطح الجنين. في مرحلة مبكرة من التطور، تشكل هذه الصفيحة الخلوية الأنبوبة العصبية، التي تمثل غمدًا مجوفًا ينغلق بين الأسبوعين الثالث والرابع من الحمل مكونًا الدماغ والنخاع الشوكي لدى الجنين. يشمل تطور الجهاز العصبي أربع عمليات رئيسية: التكاثر الخلوي، التي تمثل عملية انقسام الخلايا العصبية لتشكل الأجيال الخلوية الجديدة؛ والهجرة الخلوية، التي تمثل عملية انتقال الخلايا العصبية من المنشأ إلى مكان عملها الدائم؛ والتمايز الخلوي، التي تمثل عملية اكتساب الخلايا للخصائص الفردية؛ والموت الخلوي، التي تمثل عملية موت الخلايا الطبيعية.
يشكل التلف اللاحق بالجهاز العصبي النامي سببًا رئيسيًا للاضطرابات المسببة للإعاقة المزمنة، بالإضافة إلى الموت في بعض الأحيان، لدى المولودين الجدد والأطفال وحتى البالغين. تختلف درجة الأضرار اللاحقة بالعقل والجسم والناجمة عن تلف الجهاز العصبي النامي بشكل هائل. تُعتبر العديد من الإعاقات معتدلة الشدة، ما يسمح للمصابين في النهاية بالعيش باستقلالية داخل المجتمع، بينما يفقد آخرون القدرة على ذلك. يسبب تلف الجهاز العصبي النامي موت العديد من المولودين الجدد والأطفال والبالغين، وإصابة البعض بإعاقة كلية بالإضافة إلى إصابة نسبة أكبر من الأشخاص بإعاقة جزئية، ما يسمح لهم بالعيش بشكل طبيعي إلى حد ما خلال حياتهم.
يعمل المعهد الوطني للاضطرابات العصبية والسكتة الدماغية (إن آي إن دي إس) في الوقت الحالي على «إجراء ودعم العديد من الأبحاث المتعلقة بالتطور الطبيعي والتطور الشاذ للدماغ والجهاز العصبي».

## الأنواع

### الاضطرابات الرأسية الأكثر شيوعًا
تشمل القائمة التالية رموز التصنيف الدولي للأمراض (آي سي دي – 10) لكل اضطراب.
- انعدام الدماغ (كيو 00.0)
- الرأس المجوف (كيو 04.8)
- اندماج مقدم الدماغ (كيو 04.2)
- غربالية الرأس (كيو 04.2)
- موه انعدام الدماغ (كيو 04.3)
- انقذال الدماغ (كيو 00.2)
- انعدام تلافيف الدماغ (كيو 04.3)
- تضخم الدماغ (كيو 04.5)
- صغر الرأس (كيو 02)
- تنخرب الدماغ (كيو 04.6)
- انشقاق الدماغ (كيو 04.6)

### الاضطرابات الرأسية الأقل شيوعًا
- انعدام الرأس (كيو 00.0)
- اختراج الدماغ (كيو 00.0)
- ضخامة الرأس (كيو 75.3)
- صغر الرأس (كيو 02)
- اتحاد الأذنين (كيو 18.2)
- تعظم الدروز الباكر (كيو 75.0)
  - قصر الرأس (كيو 75.0)
  - تسنم الرأس (كيو 75.0)
  - الرأس الوارب (كيو 67.3)
  - تزورق الرأس (كيو 75.0)
  - مثلثية الرأس (كيو 75.0)
- تعددية الرأس (كيو 89.4)